# Ministerium für Materialwirtschaft
Das Ministerium für Materialwirtschaft (MfM) der DDR bestand zwischen 1965 und 1989. Es wurde Ende 1965 nach der Auflösung des Volkswirtschaftsrates der DDR gegründet. Im November 1989 wurden seine Aufgaben der Staatlichen Plankommission übertragen und das MfM wurde aufgelöst.

## Aufgaben
Das MfM war vornehmlich für die Organisation einer rationellen Materialverwendung und effektiven Sekundärrohstoffwirtschaft sowie für Koordination und Kontrolle der materiell-technischen Versorgung in der Volkswirtschaft verantwortlich. Zudem oblag dem MfM die Leitung und Planung der Aufgaben des Produktionsmittelhandels zur Versorgung der Wirtschaft mit festen und flüssigen Brennstoffen, Schmierölen sowie mit handelsüblichen Erzeugnissen des Maschinenbaus. Das MfM koordinierte darüber hinaus den Prozess der Ausarbeitung von staatlichen Normativen des Materialverbrauches und der Vorratshaltung sowie von staatlich verbindlichen Mindestvorräten in den Bereichen der Volkswirtschaft. Es war auch für die Ausarbeitung der Schwerpunktaufgaben zur Entwicklung der Verpackungswirtschaft verantwortlich.

## Unterstellte Kombinate
Dem MfM unterstanden zwei Kombinate:
- VE Kombinat Maschinenbauhandel, Berlin. (ab 1987 dem Ministerium für Werkzeug- und Verarbeitungsmaschinenbau unterstellt)[1]
- VE Kombinat Sekundärrohstofferfassung (SERO), Berlin. (ab 1987 dem Ministerium für Glas- und Keramikindustrie unterstellt)[2]

## Unterstellte Betriebe
- VEB Minol
- VVB Altrohstoffe

## Minister
- Alfred Neumann (SED, 1965–1968)
- Erich Haase (SED, 1968–1971)
- Manfred Flegel (NDPD, 1971–1974)
- Wolfgang Rauchfuß (SED, 1974–1989)

## Staatssekretäre
- Erwin Kerber (SED, 1950–1952)
- Erich Haase (SED, 1971–1989)

## Geschichte

### Vorgeschichte
Vorgänger des Ministeriums waren:
- 1948–1949 innerhalb der Deutschen Wirtschaftskommission die HV Materialversorgung
- 1949–1950 Ministerium für Innerdeutschen Handel, Außenhandel und Materialversorgung
- 1950–1952 das Staatssekretariat für Materialversorgung.
- 1952–1953 die Staatliche Verwaltung für Materialversorgung
- 1953–1954 das Staatliches Komitee für Materialversorgung
- 1954–1961 innerhalb der SPK der  Stellvertreter des Vorsitzenden für Materialwirtschaft, die HA Materialversorgung / Materialbilanzierung

### Bildung eines eigenen Ministeriums 1966
Nach Auflösung des Volkswirtschaftsrates wurde von 1966 bis 1989 ein eigenständiges Ministerium für Materialwirtschaft B als zentrales Anleitungs- und Kontrollorgan des Ministerrates für Materialwirtschaft (E 4); eingerichtet.

## Zuständigkeiten des Ministeriums
Das Ministerium war zuständig für
- ökonomische Materialverwendung und effektive Sekundärrohstoffwirtschaft
- Organisierung der materiell-technischen Versorgung in der Volkswirtschaft
- Entwicklung der Verpackungswirtschaft
- Ausübung von Leit- und Kontrollfunktionen bei der Planung
- Durchführung der Absatz- und Versorgungsprozesse.